# MacOS Mojave
macOS Mojave (Aussprache [məˈhɑːviː], Anhörenⓘ), Versionsnummer 10.14, ist die fünfzehnte Hauptversion von macOS, dem Desktop-Betriebssystem von Apple. Es wurde am 4. Juni 2018 auf der Worldwide Developers Conference vorgestellt und nach einer etwa viermonatigen Beta-Phase am 24. September 2018 veröffentlicht. Diese Hauptversion wurde nach der Mojave-Wüste benannt, die teilweise in Kalifornien liegt.
Die letzte Aktualisierung ist Version 10.14.6 vom 22. Juli 2019, die bislang letzte Sicherheitsaktualisierung erschien am 9. Februar 2021. Der Nachfolger macOS Catalina, Versionsnummer 10.15, ist seit Oktober 2019 verfügbar.

## Systemanforderungen
Während die Vorgängerversion High Sierra die gleichen Geräte wie deren Vorgänger Sierra unterstützte, kommt es bei Mojave zu Einschränkungen. Damit ist Mojave, macOS Version 10.14, auf den folgenden Geräten lauffähig:
- MacBook: ab Anfang 2015
- MacBook Pro: ab Mitte 2012
- MacBook Air: ab Mitte 2012
- Mac mini: ab Ende 2012
- iMac: ab Ende 2012
- iMac Pro: 2017 oder neuer
- Mac Pro: ab Ende 2013, dazu Mitte 2010 und Mitte 2012 mit Metal-kompatiblem Grafikprozessor. Apple empfiehlt ausdrücklich die beiden Grafikkartenmodelle MSI Radeon RX 560 und Sapphire Radeon PULSE RX 580.[3]

## Neuerungen
Auf der Entwicklerkonferenz gab Apple unter anderem die Neuerungen Dark Mode, Create ML (eine neue Technologie für Maschinelles Lernen) sowie die Abkündigung der Unterstützung für OpenGL und OpenCL zugunsten von Metal bekannt. OpenGL und OpenCL werden weiterhin zur Verfügung stehen, jedoch werden künftig keine Weiterentwicklungen mehr eingepflegt. Das mit High Sierra, Version 10.13 von macOS, eingeführte Apple File System soll auch auf Fusion-Drive-Maschinen lauffähig sein. Der Finder, die Vorschau-App sowie die systemweite QuickLook-Vorschaufunktion erhalten neue Bearbeitungsmöglichkeiten für Dateien.
Neue Funktionen für Sicherheit und Privatsphäre sind explizite Freigaben für Zugriff auf Ortungs-, Kontakt-, Foto-, Kalender- und Erinnerungsdaten, außerdem Einschränkung des Website-Fingerprintings durch Social-Media-Schaltflächen und Kommentar-Widgets sowie Übermittlung nur noch vereinfachter Systeminformationen durch den Browser Safari.
Weitere Neuerungen sind Desktop-Stacks zum schnellen Aufräumen des Schreibtischs, ein umfassend überarbeiteter Mac App Store, eine Finder-Galerieansicht mit Metadaten-Darstellung, Facetime-Gruppengespräche mit bis zu 32 Teilnehmern, Tethering mit der iPhone-Kamera (aufgenommene Bilder können direkt in das aktive Programm übernommen werden) sowie die Home-App zur Steuerung von HomeKit-Hardware.
Die mit Mountain Lion, Version 10.8 des damals noch „OS X“ genannten macOS, eingeführte Integration der Zugangsdaten von Sozialen Netzwerken wie Facebook oder Twitter in die Systemeinstellungen entfällt.

## Bedeutung
Mojave ist die letzte Version von macOS, die noch 32-Bit-Anwendungen ausführen kann. Nutzer, die derartige Anwendungen nutzen wollten, aktualisierten daher teilweise nicht auf eine neuere macOS-Version, obwohl deren Macs dies eigentlich unterstützen würden. Mit Anfang 2021 werden nun das Betriebssystem einerseits und mit Ende 2021 auch einige der wesentlichen Anwendungsprogramme, etwa Microsoft Office, andererseits nicht mehr unter Mojave unterstützt bzw. nicht mehr mit Sicherheitsaktualisierungen versorgt.

## Versionsgeschichte
| macOS-Version        | -Build  | Darwin-Version | Erscheinungsdatum  | Anmerkung |
| -------------------- | ------- | -------------- | ------------------ | --- |
| 10.14 Beta 1         | 18A293u | 18.0           | 4. Juni 2018       | Erste Beta-Version.                                                                                              |
| 10.14 Beta 2         | 18A314h | 18.0           | 19. Juni 2018      | Zweite Beta-Version.                                                                                             |
| 10.14 Beta 3         | 18A326g | 18.0           | 4. Juli 2018       | Dritte Beta-Version.                                                                                             |
| 10.14 Beta 4         | 18A336e | 18.0           | 17. Juli 2018      | Vierte Beta-Version.                                                                                             |
| 10.14 Beta 5         | 18A347e | 18.0           | 30. Juli 2018      | Fünfte Beta-Version.                                                                                             |
| 10.14 Beta 6         | 18A353d | 18.0           | 7. August 2018     | Sechste Beta-Version.                                                                                            |
| 10.14 Beta 7         | 18A365a | 18.0           | 14. August 2018    | Siebte Beta-Version.                                                                                             |
| 10.14 Beta 8         | 18A371a | 18.0           | 21. August 2018    | Achte Beta-Version.                                                                                              |
| 10.14 Beta 9         | 18A377a | 18.0           | 28. August 2018    | Neunte Beta-Version.                                                                                             |
| 10.14 Beta 10        | 18A384a | 18.0           | 4. September 2018  | Zehnte Beta-Version.                                                                                             |
| 10.14 Beta 11        | 18A389  | 18.0           | 12. September 2018 | Elfte Beta-Version.                                                                                              |
| 10.14                | 18A391  | 18.0           | 24. September 2018 | Erste veröffentlichte Version.                                                                                   |
| 10.14.1              | 18B75   | 18.2.0         | 30. Oktober 2018   | Fehlerbehebungen, Sicherheitsupdates, über 70 neue Emojis, Gruppen-FaceTime, Safari 12.0.1.                      |
| 10.14.2              | 18C54   | 18.2.0         | 5. Dezember 2018   | Fehlerbehebungen, Sicherheitsupdates, Unterstützung von Real-Time Text (RTT) für WLAN-Telefonate, Safari 12.0.2. |
| 10.14.3              | 18D42   | 18.2.0         | 22. Januar 2019    | Fehlerbehebungen, Sicherheitsupdates, Safari 12.0.3.                                                             |
| 10.14.3              | 18D109  | 18.2.0         | 7. Februar 2019    | Zusätzliches Update, behebt Sicherheitslücken in FaceTime-Gruppenanrufen und Live Fotos.                         |
| 10.14.4              | 18E226  | 18.5.0         | 25. März 2019      | Fehlerbehebungen, Sicherheitsupdates, Unterstützung von AirPods 2. Generation, Safari 12.1.                      |
| 10.14.5              | 18F132  | 18.6.0         | 13. Mai 2019       | Fehlerbehebungen, Sicherheitsupdates, Unterstützung von AirPlay-2-fähigen Smart-TVs, Safari 12.1.1.              |
| 10.14.5              | 18F203  | 18.6.0         | 22. Mai 2019       | Ergänzendes Update für MacBook Pro 15 Zoll von 2018 und 2019 mit T2-Chip.                                        |
| 10.14.6              | 18G84   | 18.7.0         | 22. Juli 2019      | Fehlerbehebungen, Sicherheitsupdates, Safari 12.1.2.                                                             |
| 10.14.6              | 18G87   | 18.7.0         | 1. August 2019     | Ergänzendes Update, behebt Fehler, dass Macs sich nicht zuverlässig aus Ruhezustand starten ließen.              |
| 10.14.6              | 18G95   | 18.7.0         | 26. August 2019    | Ergänzendes Update, Fehlerbehebungen, Sicherheitsupdates.                                                        |
| 10.14.6              | 18G103  | 18.7.0         | 26. September 2019 | Ergänzendes Update 2, Fehlerbehebungen, Sicherheitsupdates.                                                      |
| 10.14.6              | 18G1012 | 18.7.0         | 29. Oktober 2019   | Sicherheitsupdate 2019-001 Mojave.                                                                               |
| 10.14.6              | 18G2022 | 18.7.0         | 10. Dezember 2019  | Sicherheitsupdate 2019-002 Mojave.                                                                               |
| 10.14.6              | 18G3020 | 18.7.0         | 28. Januar 2020    | Sicherheitsupdate 2020-001 Mojave.                                                                               |
| 10.14.6              | 18G4032 | 18.7.0         | 24. März 2020      | Sicherheitsupdate 2020-002 Mojave.                                                                               |
| 10.14.6              | 18G5033 | 18.7.0         | 26. Mai 2020       | Sicherheitsupdate 2020-003 Mojave.                                                                               |
| 10.14.6              | 18G6020 | 18.7.0         | 15. Juli 2020      | Sicherheitsupdate 2020-004 Mojave.                                                                               |
| ...                  | ...     | 18.7.0         | ...                | |
| 10.14.6              | 18G7016 | 18.7.0         | 14. Dezember 2020  | Sicherheitsupdate 2020-007 Mojave.                                                                               |
| 10.14.6              | 18G8012 | 18.7.0         | 1. Februar 2021    | Sicherheitsupdate 2021-001 Mojave.                                                                               |
| 10.14.6              | 18G8022 | 18.7.0         | 9. Februar 2021    | Sicherheitsupdate 2021-002 Mojave.                                                                               |
| Legende:Alte Version |         |                |                    | |